# Radosław Śmigulski
Radosław Aleksander Śmigulski (ur. 1 lipca 1979) – polski prawnik, menadżer, przedsiębiorca, członek Europejskiej Akademii Filmowej. W latach 2017–2024 dyrektor Polskiego Instytutu Sztuki Filmowej.

## Życiorys
Jest absolwentem Wydziału Prawa i Administracji Uniwersytetu Warszawskiego. W latach 2009–2010 pełnił obowiązki dyrektora Agencji Filmowej Telewizji Polskiej, następnie dyrektora generalnego Syrena Films sp. z o.o. Przez kilka lat związany z Totalizatorem Sportowym sp. z o.o., gdzie między innymi pełnił obowiązki prezesa zarządu i członka zarządu spółki. 7 grudnia 2017 po wygranym konkursie został powołany na stanowisko dyrektora Polskiego Instytutu Sztuki Filmowej.
Za jego kadencji, w 2019 roku wprowadzony został system wsparcia produkcji audiowizualnej, tzw. zachęt, regulowany ustawą o finansowym wspieraniu produkcji audiowizualnej, który oferuje zwrot poniesionych w Polsce kosztów produkcji w wysokości 30% polskich wydatków kwalifikowalnych. Autorską inicjatywą Dyrektora PISF było utworzenie w 2018 roku Priorytetu Produkcja filmów fabularnych pełnometrażowych mikrobudżetowych „Pierwszy Film”. Skierowany jest on do debiutantów – przede wszystkim absolwentów wydziałów reżyserii szkół filmowych, ale także innych twórców, którzy mogą przedstawić swój dorobek filmowy w weryfikowalnej formie. Dzięki temu dofinansowaniu co roku powstają debiutanckie filmy pełnometrażowe, które następnie pokazywane są na Festiwalu Filmów Fabularnych w Gdyni w Konkursie Filmów Mikrobudżetowych.
W 2019, 2020 i 2021 znalazł się na liście światowych liderów branży medialnej Variety500.
W maju 2024 poinformowano o złożeniu wniosku do prokuratury oraz do Krajowej Administracji Skarbowej w sprawie rażącego przekroczenia dyscypliny finansów publicznych związanego z nadużyciami finansowymi byłego dyrektora Polskiego Instytutu Sztuki Filmowej.